# Mulsum
Mulsum är en ortsteil i kommunen Wurster Nordseeküste i Landkreis Cuxhaven i förbundslandet Niedersachsen i Tyskland. Mulsum var en kommun fram till 1 januari 2015 när den uppgick i Wurster Nordseeküste. Kommunen Mulsum hade 543 invånare 2014.